# A todo rock (álbum de Menudo)
A todo rock es el decimotercer álbum de estudio de la boy band puertorriqueña Menudo. Se trata de su primer lanzamiento después de la contratación del quinteto, realizada a finales de 1983, por la discográfica RCA. Formaban parte de esta formación los integrantes: Ricky Meléndez, Johnny Lozada, Charlie Massó, Ray Reyes y Roy Roselló.
La discográfica hizo una extensa campaña promocional, que incluyó comerciales en medios de comunicación, apariciones en programas de televisión y presentaciones en vivo, lo que condujo al disco a tener varios sencillos en las listas musicales y a convertirse en el mayor éxito de la carrera de Menudo hasta entonces, con más de 1 millón de copias vendidas en el mundo.

## Bastidores
El álbum presenta Ricky Meléndez, Johnny Lozada, Charlie Massó, y los nuevos miembros Ray Reyes, quien sustituyó a Xavier Serbiá después de que Serbiá alcanzara el límite de edad, y Roy Roselló, quien sustituyó a Miguel Cancel después de que Cancel decidiera dejar el grupo. Esta fue la primera vez que un miembro decidió salir antes de completar su tiempo en el grupo. Hasta esa época, Menudo ya había vendido 750 mil copias en los Estados Unidos y 3 millones de copias en el mundo. En su país natal, el grupo ya poseía cuatro discos de oro y dos de platino, por sus catorce álbumes y sencillos lanzados en el país.
En una entrevista realizada en 1998, Cancel reveló que quedó insatisfecho por no poder cantar sus canciones debido a un cambio repentino en su voz y optó por salir antes de su salida programada, siendo sustituido por Rosselló (aunque no cantó en los tres primeros álbumes).
Este es el último álbum que Johnny Lozada grabó como miembro del grupo. Robby Rosa (también conocido como Draco Rosa) cantó en el álbum, pero no fue acreditado por su participación. Más tarde, se convertiría en miembro oficial del grupo.

## Divulgación
La RCA planeó una intensa campaña de promoción para el álbum, incluyendo una gira nacional de 13 ciudades entre el 5 y el 20 de noviembre. El grupo se presentaría en grandes mercados, como Miami, Houston, Los Angeles, San Francisco, Chicago y Hartford, Connecticut. Como parte de la estrategia promocional, se produjeron pósteres y exhibidores de mostrador, acompañados de una masiva campaña publicitaria nacional dirigida a los consumidores en inglés y español.
Además, Menudo recibió destaque en varias plataformas televisivas de los Estados Unidos. El grupo hizo una aparición especial en el programa Silver Spoons de la NBC en noviembre y fue perfilado en el programa 20/20 de la ABC durante la temporada navideña. Su presencia en la televisión se amplió con apariciones semanales en el horario destinado al público infantil en las mañanas de sábado por la ABC, reforzando aún más su visibilidad ante el público joven y familiar. Se estima que las presentaciones de Menudo fueron vistas por 70 millones de televidentes en los Estados Unidos.

## Secillos
Los sencillos lanzados para la promoción del trabajo en las radios fueron: "No te reprimas", "Chicle de amor", "Indianapolis", "Si tú no estás" y "Piel De Manzana".
El sencillo de "Chicle de amor" alcanzó las posiciones de número 4 y 6, en México y Perú, respectivamente.

## Recepción crítica
En relación con las reseñas de los críticos especializados en música, el crítico del sitio AllMusic evaluó con solo una estrella de cinco, aunque no escribió ningún comentario sobre el álbum.

## Desempeño comercial
Comercialmente, el álbum se convirtió en un éxito. Según un reportaje de la obra Billboard, las ventas alcanzaron 250 mil copias entre Estados Unidos y Puerto Rico en el primer mes del lanzamiento, lo que hizo que la RCA lo premiara con un disco de plata por el logro. El grupo ganó un disco de oro, por haber vendido 500 mil copias en América Central. Este fue el primer disco de Menudo en alcanzar ventas de más de un millón de copias en todo el mundo.
En ese momento, el grupo fue nombrado el primer Embajador de la Juventud de UNICEF por el Fondo de las Naciones Unidas para la Infancia. La discográfica RCA prometió a UNICEF cinco centavos de cada copia vendida del álbum en Estados Unidos. El primer monto a entregarse fue un cheque por $12.500 al Comité de los EE. UU. para UNICEF, retirado de los $250.000 obtenidos con las ventas del álbum. En septiembre de 1983, el periódico La Opinion informó que las ventas habían alcanzado las 300 mil copias, resultando en una contribución de 15 mil dólares para la organización hasta esa fecha.

## Lista de canciones
| N.º | Título              | Escritor(es)                           | Performer      | Duración |  |
| 1.  | «Indianapolis»      | A. Monroy, C. Villa                    | Charlie Massó  |          |  |
| 2.  | «Piel De Manzana»   | E. Díaz, A. Monroy, M. Pagan, C. Villa | Charlie Massó  |          |  |
| 3.  | «Chicle de amor»    | A. Monroy, C. Villa                    | Ray Reyes      |          |  |
| 4.  | «Una Buena Razón»   | E. Díaz, A. Monroy, C. Villa           | Johnny Lozada  |          |  |
| 5.  | «Todo Va Bien»      | A. Monroy, C. Villa                    | Charlie Massó  |          |  |
| 6.  | «Si tú no estás»    | E. Díaz, A. Monroy, C. Villa           | Ray Reyes      |          |  |
| 7.  | «Amor En Bicicleta» | E. Díaz, A. Monroy, C. Villa           | Ricky Meléndez |          |  |
| 8.  | «Zumbador»          | A. Monroy, C. Villa                    | Ray Reyes      |          |  |
| 9.  | «Ladrón De Amor»    | A. Monroy, C. Villa                    | Johnny Lozada  |          |  |
| 10. | «No te reprimas»    | E. Díaz, A. Monroy, C. Villa           | Charlie Massó  |          |  |

## Posicionamiento en listas

### Semanales
| Lista musical (1983)                                     | Mejor posición |
| -------------------------------------------------------- | -------------- |
| Estados Unidos (Billboard Top Latin Albums - California) | 1              |
| Estados Unidos (Billboard Top Latin Albums - Florida)    | 2              |
| Estados Unidos (Billboard Top Latin Albums - Nueva York) | 1              |
| Estados Unidos (Billboard Top Latin Albums - Texas)      | 1              |
| Puerto Rico (Billboard Top LPs)                          | 1              |

## Certificaciones y ventas
| Región                     | Certificación | Ventas estimadas |
| -------------------------- | ------------- | ---------------- |
| Estados Unidos Puerto Rico | Plata         | 300,000          |
| Resúmenes                  |               |                  |
| América Central            | Oro           | 500,000          |
| Mundo                      | —             | 1,000,000+       |